# Орёл (линейный корабль, 1854)
«Орёл» — 84-пушечный парусно-паровой военный корабль Балтийского флота Российской империи. Первый в России винтовой линейный корабль специальной постройки.

## История службы
Корабль построен в Новом адмиралтействе Санкт-Петербурга. В разработке проекта и изготовлении чертежей принимал участие Л. Г. Шведе.
В 1854 году «Орёл» вошёл в строй. Командир А. И. Пипин. Корабль принял участие в Крымской войны. В 1856 (под командованием капитана 1-го ранга Ф. С. Керна), 1859 и 1860 годах «Орёл» выходил в практические плавания в Финский залив. В 1858 году корабль тимберовали в Кронштадтском доке под руководством А. Х. Шаунбурга. 7 (19) декабря 1863 года корабль был исключён из списков Российского императорского флота.